# Трубников, Лев Михайлович
Лев Михайлович Трубников (31 августа 1937, с. Давлеканово, Давлекановский район, Башкирская АССР, РСФСР) — министр геологии и охраны недр Республики Казахстан. Кандидат геолого-минералогических наук. Лауреат Государственной премии СССР

## Биография
Трубников Лев Михайлович родился 1 сентября 1932 в селе Давлеканово Давлекановского района Башкирской АССР.

### Образование
Окончил Казахский горно-металлургический институт по специальности «горный инженер-геолог».

### Трудовая деятельность
Трудовую деятельность начал в 1955 году: работал старшим геологом партии, главным геологом, директором рудника Балхашского горно-металлургического комбината, начальником Балхашской и Золоторудной экспедиций (1955–1971). 
В 1972–1979 годах возглавлял Восточно-Казахстанское геологическое управление. 
С 1989 по 1992 год — генеральный директор производственного геологического объединения «Востокказгеология» (г. Усть-Каменогорск).
В феврале 1992 года назначен министром геологии и охраны недр Республики Казахстан. Занимал должность до ноября 1993 года. 
В 1993–1996 годах — заведующий лабораторией Казахского научно-исследовательского института минерального сырья. 
С 1996 года — на пенсии.

## Общественная деятельность
Депутат Верховного Совета Казахской ССР — Республики Казахстан XII созыва (1990–1993) от Усть-Каменогорского избирательного округа № 49 Восточно-Казахстанской области.

## Научные труды
Автор и соавтор научных публикаций, в том числе: «Рудообразующие системы колчеданно-полиметаллических месторождений зон смятия. Рудный Алтай» (Новосибирск, 1986).

## Награды и звания
- Орден Октябрьской Революции
- Орден Трудового Красного Знамени
- Три медали
- Лауреат Государственной премии СССР
- Кандидат геолого-минералогических наук
- Член-корреспондент Инженерной академии РК с 1993 года

## Семья
Женат, имеет двоих детей и троих внуков.